# NGC 1041
NGC 1041 je galaksija u zviježđu Kit.

## Vanjske poveznice
- SEDS: NGC 1041